# DSB overtager Slangerupbanen
|  | Denne artikel er oprettet af botten Steenthbot ud fra en ekstern database. Den kan derfor have sproglige fejl eller mangler. Denne skabelon kan fjernes efter kontrol af indholdet. |

DSB overtager Slangerupbanen er en dansk dokumentarisk optagelse fra 1948.

## Handling
Den private Kjøbenhavn-Slangerup-Banen (KSB), som åbnede i 1906, strækker sig over 34 km mellem København L (ved Lygten) og Slangerup med 17 mellemliggende stationer. Grundet løbende udfordringer og debat om strækningens driftsform overtager Staten den 1. april 1948 linjen fra de fem kommuner, der hidtil har driftet den. Trafikminister Carl Petersen er med, da det første flagsmykkede tog kører fra København N til Slangerup under DSB's ledelse.